# Одолжите тенора! (мюзикл)
«Одолжите тенора!» (англ. Lend me a Tenor) — мюзикл композитора Брэда Кэрролла по мотивам одноимённой пьесы американского комедиографа Кена Людвига, автор либретто и текстов Питер Шэм. Название пьесы и мюзикла представляет собой английскую игру слов и может быть расслышано как «одолжите десятку». 
Премьера состоялась 24 сентября 2010 года в Theatre Royal в городе Плимут, затем мюзикл был перенесён в лондонский Вест-Энд в театр Gielgud Theatre, где через два месяца был снят с репертуара из-за низких сборов.
Более удачной оказалась постановка в 2021 году на сцене Свердловского театра музыкальной комедии, сделанная режиссёром Антоном Музыкантским. Перевод стихов был выполнен Марией Бар, литературная редакция и дополнительные стихи написала Дарья Аксёнова. В русской версии название оперы по сюжету мюзикла было возвращено к оригинальному «Отелло». Мюзикл был номинирован на шесть премий «Золотая Маска» и отмечен пятью премиями фестиваля «Браво!», в том числе премией «Лучший режиссёр в музыкальном театре».

## Сюжет мюзикла и пьесы
Помощник директора провинциального оперного театра по ошибке даёт слишком сильную дозу успокоительного гастролирующему тенору, от которого ушла его импульсивная жена. Оперная звезда отключается и не может выйти на сцену в роли Отелло, вместо него оперную партию исполняет помощник директора, давно мечтавший попробовать себя на сцене. Выступление проходит с огромным успехом, никто не заподозрил подмены. В это время проснувшегося и загримировавшегося оперного певца преследует полиция, считая его сумасшедшим самозванцем. Все герои сталкиваются в гостиничном номере, проходят через множество комических ситуаций, в финале сюжетные и романтические конфликты счастливо разрешаются.
При написании мюзикла сюжет оригинальной пьесы Людвига был изменён из соображений политкорректности: опера «Отелло», в которой по сюжету мюзикла должны петь главные герои, была сочтена недопустимой из-за грима блэкфейс, традиционно используемого для роли Отелло. Авторы мюзикла заменили оперу на «Паяцев», усиливая комичность сцен преследования: теперь друг за другом бегали несколько клоунов, а не несколько Отелло. Также был изменён состав героев: вместо посыльного Фрэнка в сюжет былл введён администратор сцены Берни, а одиночная роль Джулии превратилась в трио бывших жён Сондерса. Идея замены оперы на «Паяцев» была впоследствии одобрена и самим Кеном Людвигом, он включил её в новую редакцию пьесы. Новая редакция сюжета лицензируется компанией Кена Людвига в англоязычные страны, в то время как для постановок на других языках можно получить разрешение на оригинальный сюжет без изменений.

## Действующие лица
- Генри Сондерс — генеральный директор Кливлендской Гранд-оперы, отец Мэгги. Шумный человек, выходящий из себя при малейших неурядицах.
- Макс — многострадальный помощник директора Сандерса и ухажёр Мэгги, вынужденный заменить Тито в роли Отелло.
- Мэгги Сондерс — дочь Сондерса и подруга Макса. Восхищается Тито.
- Тито Мерелли — лучший в мире оперный тенор и скандально известный бабник.
- Мария — жена Тито с «итальянским темпераментом». Рвёт с Тито в начале пьесы, в конце возвращается. Любит его, несмотря на измены.
- Диана — юная сопрано, пробивающая себе путь к вершине. Привлекательная женщина, отлично об этом знающая.